# 中村圭佑 (サッカー選手)
中村 圭佑（なかむら けいすけ、2005年4月27日 - ）は、埼玉県さいたま市出身のプロサッカー選手。Jリーグ・東京ヴェルディ所属。

## 経歴
中学時代にFC東京の下部組織であるFC東京U-15むさしでプレー。その後静岡学園高校に進学し2023年10月18日、東京ヴェルディへの加入内定が発表された。

### 東京ヴェルディ
2024シーズンから加入しプロ生活が始まった。チームは16年ぶりのJ1だったがマテウスや長沢祐弥の壁を崩すことができず、公式戦の出場は0に終わった。

## 所属クラブ
- 浦和・尾間木サッカースポーツ少年団
- FC東京U-15むさし
- 静岡学園高校
- 2024年 -  東京ヴェルディ

## 個人成績
| 国内大会個人成績 | 国内大会個人成績 | 国内大会個人成績 | 国内大会個人成績 | 国内大会個人成績 | 国内大会個人成績 | 国内大会個人成績 | 国内大会個人成績 | 国内大会個人成績 | 国内大会個人成績 | 国内大会個人成績 | 国内大会個人成績 |
| 年度             | クラブ           | 背番号           | リーグ           | リーグ戦         | リーグ戦         | リーグ杯         | リーグ杯         | オープン杯       | オープン杯       | 期間通算         | 期間通算         |
| 年度             | クラブ           | 背番号           | リーグ           | 出場             | 得点             | 出場             | 得点             | 出場             | 得点             | 出場             | 得点             |
| 日本             | 日本             | 日本             | 日本             | リーグ戦         | リーグ戦         | リーグ杯         | リーグ杯         | 天皇杯           | 天皇杯           | 期間通算         | 期間通算         |
| ---------------- | ---------------- | ---------------- | ---------------- | ---------------- | ---------------- | ---------------- | ---------------- | ---------------- | ---------------- | ---------------- | ---------------- |
| 2024             | 東京V            | 41               | J1               | 0                | 0                | 0                | 0                | 0                | 0                | 0                | 0                |
| 2025             | 東京V            | 41               | J1               |                  |                  |                  |                  |                  |                  |                  |                  |
| 通算             | 日本             | 日本             | J1               | 0                | 0                | 0                | 0                | 0                | 0                | 0                | 0                |
| 総通算           | 総通算           | 総通算           | 総通算           | 0                | 0                | 0                | 0                | 0                | 0                | 0                | 0                |

## 代表歴
- U-17日本代表
  - J-VILLAGE CUP（2021年）
- U-18日本代表
  - SBSカップ 国際ユースサッカー（2022年、2023年）
- U-19日本代表
  - モーリスレベロトーナメント（2024年）
  - AFC U20アジアカップ2025予選（2024年）
- U-20日本代表
  - AFC U20アジアカップ2025（2025年）